# 双猫
双猫，家纺品牌，由华润集团旗下上海华润世纪家纺有限公司持有。

## 品牌起源
双猫的起源可追溯到1960年代，由原国营常熟被单厂创立。双猫产品以床被单为主，在苏浙沪一带享有较高知名度，曾获得国家经委颁发的金桥奖。

## 品牌转移
后常熟床单厂经多次改制，几经周折，被华润集团收归旗下，双猫品牌亦归上海华润世纪家纺公司所有。

## 品牌产品
除传统的床单被套等床品套件外，双猫还生产各种枕类、芯类产品。
参考资料
1. ↑  . 1997  [2011-12-01]. （原始内容存档于2005-05-26）. 双猫产品以其特有的名牌效应，销售网点遍及全国大中城市，1992～1995年连续四年被国内贸易部评为国产名牌“金桥奖”床褥单细类第一类、国家银质奖等、纺工部优质产品奖、94～97年江苏名牌产品奖、全国最畅销产品“金桥奖”四连冠既床褥单细类第一名等殊荣。 。
2. ↑  李林. . 2008-09-09  [2011-12-01]. （原始内容存档于2010-08-25）. “双猫”这个品牌我们考虑到了其40年的历史沉淀，把其定位为大众化的品牌，“双猫”这个品牌当时在国内，特别是长三角州可谓是一个著名的民族品牌，所以现在我们把其销售渠道锁定在超市。